# Jung Myung-oh
Đây là một tên người Triều Tiên, họ là Jung.
Jung Myung-oh (tiếng Hàn: 정명오; sinh ngày 29 tháng 10 năm 1986) là một cầu thủ bóng đá người Hàn Quốc.